# Cathédrale Notre-Dame-des-Sept-Douleurs de Ningbo
Pour les articles homonymes, voir Notre-Dame-des-Sept-Douleurs (homonymie).
La cathédrale Notre-Dame-des-Sept-Douleurs est l'ancienne cathédrale catholique diocésaine de Ningbo en Chine (province de Zhejiang).

## Historique
Une cathédrale a d'abord été construite en 1713 sous le règne de la dynastie Qing (Tsing autrefois). Elle a été reconstruite à plusieurs reprises. Celle-ci date de 1872 et a été construite en style néogothique par les lazaristes français, comme siège du vicariat apostolique du Tchékiang dépendant de Fou-Tchéou à l'époque.
Elle a servi de cathédrale du diocèse de Ningbo, monument protégé du patrimoine national depuis 2006, situé dans le quartier de Jiangbei. Comme elle a été sévèrement endommagée par un incendie en 2014,  le siège épiscopal a été transféré à la nouvelle cathédrale Notre-Dame-de-l'Assomption (en).

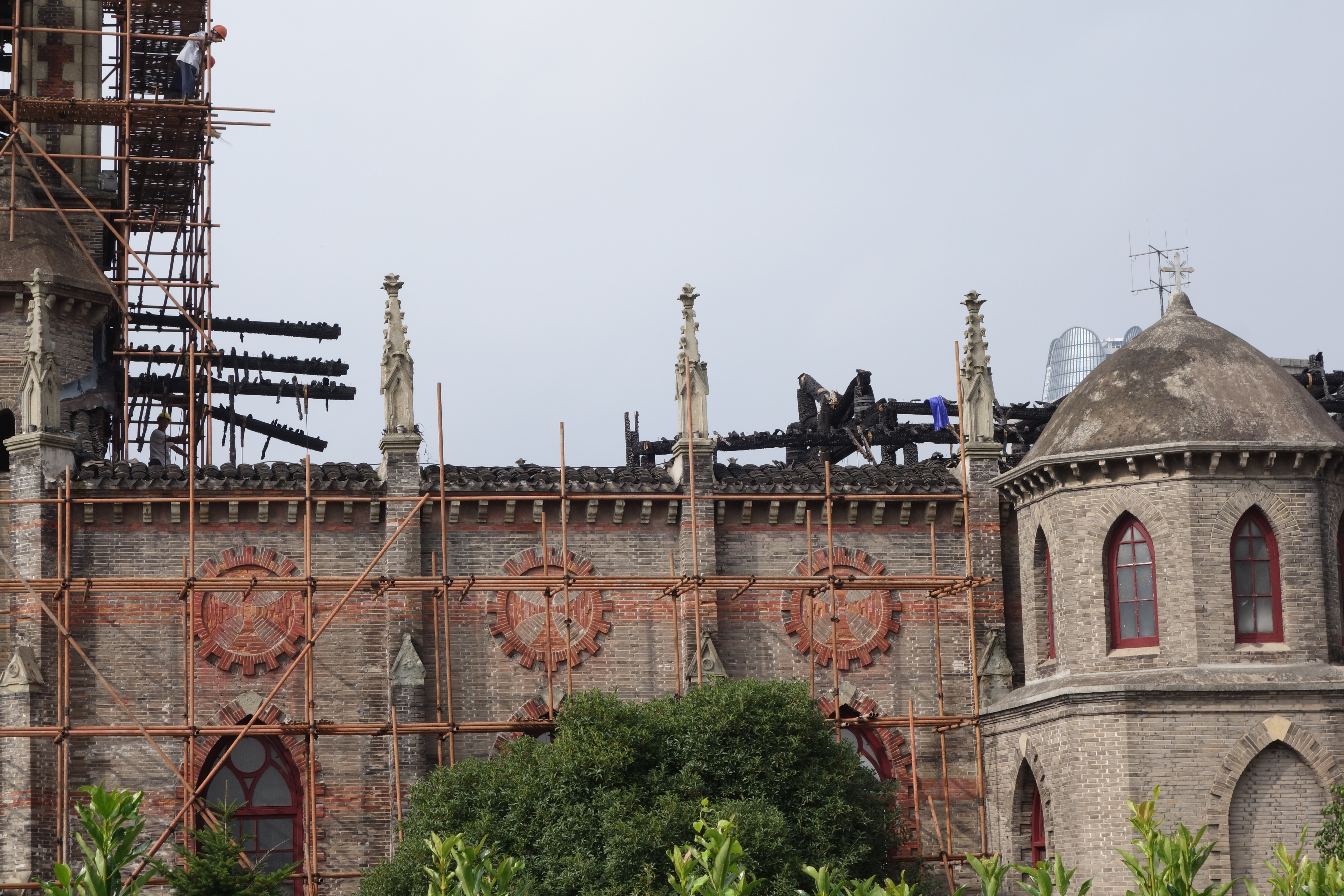
Vue de la cathédrale ND-des-Sept-Douleurs après l'incendie de 2014
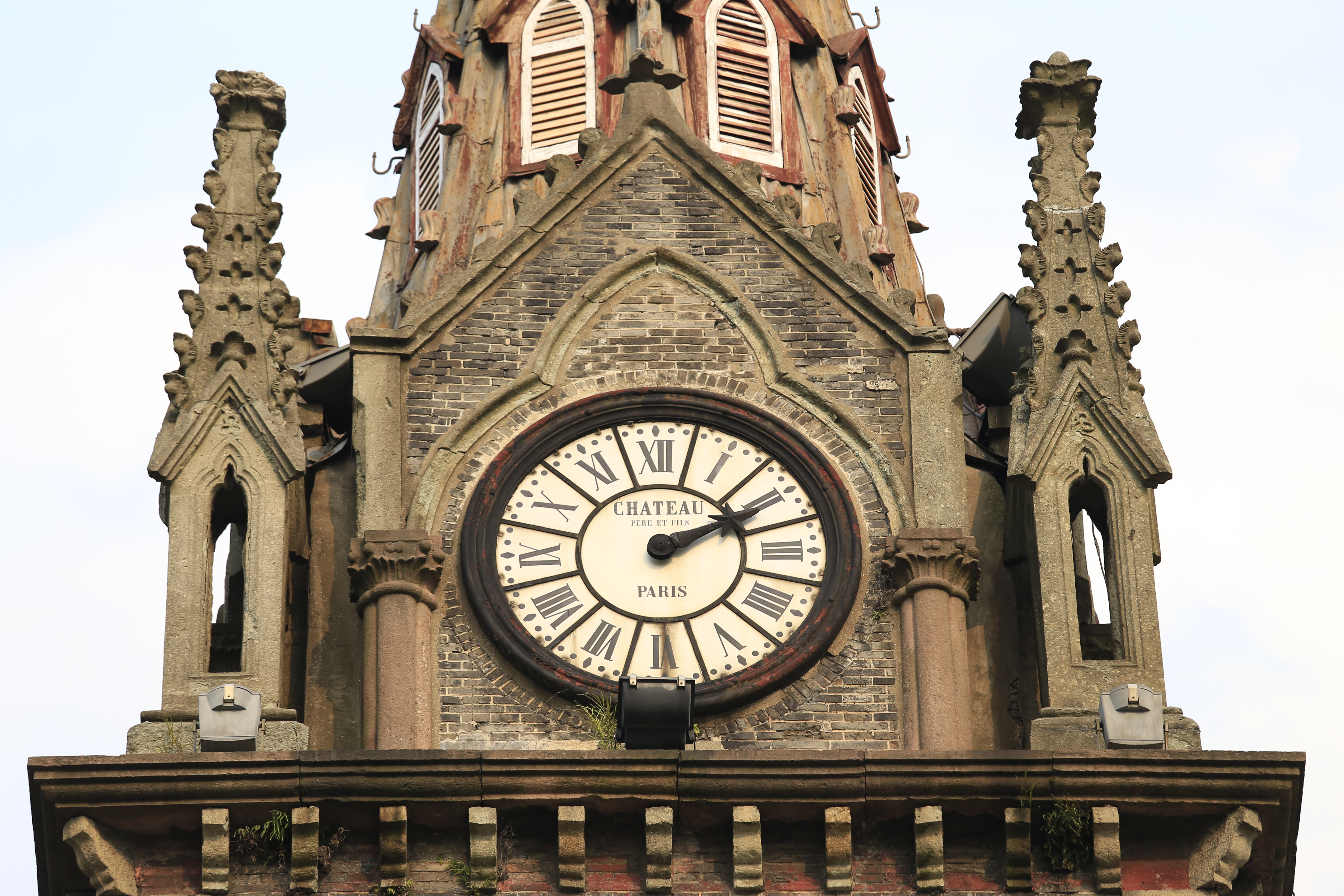
Horloge de la cathédrale en 2013
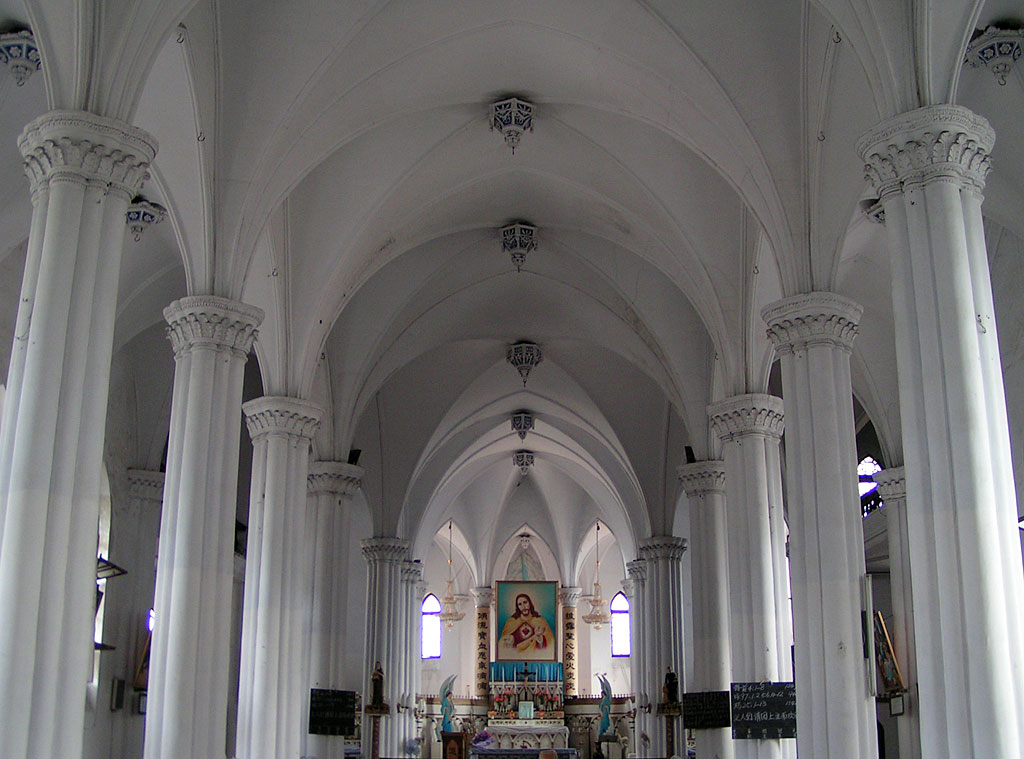
Intérieur

## Source
- (de) Cet article est partiellement ou en totalité issu de l’article de Wikipédia en allemand intitulé « Kathedrale zum Gedächtnis der Sieben Schmerzen Mariens zu Jiangbei » (voir la liste des auteurs).